# 1375 w literaturze
Wydarzenia literackie w 1375 roku.

## Zmarli
- Giovanni Boccaccio, włoski poeta i prozaik (zm. 1313)